# 맹세형
맹세형(孟世衡, 1588년 ~ 1656년)은 조선의 문신이다. 본관은 신창(新昌). 자는 여평(汝平), 호는 하곡(霞谷)이다. 좌의정 맹사성의 8세손이다.

## 생애
충청도 온양군 금곡촌(現 충청남도 아산시 배방읍) 출신이다. 어려서 아버지를 여의었으므로 좌윤(左尹) 여유길(呂裕吉)과 장령(掌令) 조익(趙翊), 참판 이명준(李命俊)에게 글을 배웠고, 김장생(金長生)의 문인이다.
1623년(인조 1) 정시(庭試) 문과에 을과로 급제하여 성균관학유(成均館學諭)·박사(博士)·전적(典籍)·사헌부감찰(司憲府監察)·호조좌랑(戶曹佐郞) 등을 역임하였다.
1624년(인조 2년)에 이괄(李适)이 반란을 일으켰을 때 양재찰방(良才察訪)으로서 왕이 탄 수레가 한강을 건널 계책을 세워 대응하였다.
1626년(인조 4년) 형조정랑(刑曹正郞)을 거쳐 예조정랑(禮曹正郎) 겸 춘추관기주관(春秋官記注官)과 종묘서령(宗廟署令)을 지냈다.
1629년(인조 7년) 호조정랑을 거쳐 금산군수(金山郡守)로서 치적이 뛰어나 왕으로부터 품복(品服)을 하사받고, 조정으로 돌아가 호조낭관이 되었다. 이어 장흥부사로 나갔다가 다시 내직으로 제용감정(濟用監正)이 되었다.
1636년(인조 14년) 선산부사가 되어 금오성(金烏城)을 쌓고 군정(軍政)을 정비했다. 병자호란이 끝나자 "계획을 세우고 폐해가 되는 행정을 줄여서 나라의 근본을 튼튼히 할 것, 의리의 맹세를 믿어 무력 대비를 느슨하게 하지 말 것, 경연(經筵)을 폐하지 말 것, 국가를 위하여 죽은 사람을 추모해 포장할 것, 화친(和親)을 배척하는 신하를 거두어 기용할 것, 군대의 기율을 엄중히 하여 사기(士氣)를 진작시킬 것, 충성스럽고 바른말하는 신하를 가까이하여 언로(言路)를 열 것" 등 10조를 건의하니, 왕이 후하게 비답을 내렸다. 파직되었다가 서용(敍用)되어 상의원정(尙衣院正)을 지내고, 울산부사(蔚山府使)로 나갔다.
항상 스스로 절약하고 아전을 엄중히 단속하여 국고가 빠져나가는 바가 없도록 하였으니, 창고가 넉넉해져서 백성들에게 세금을 감면해 주었다. 성균관(成均館) 직강(直講)과 사예(司藝)를 역임하고, 시정(寺正)에 여섯 차례나 임명되었으며 통례원통례(通禮院通禮)·정주목사(定州牧使)·개성부경력(開城府經歷)·안동부사(安東府使)에 임명되기도 하였으나 더러 부임하지 않기도 하였다.
벼슬은 봉상시 정(奉常寺正)으로 통정대부(通政大夫)에 이르렀다. 1656년(효종 7년) 7월 22일에 향년 69세로 졸하였다.

## 가족
- 증조부 : 맹익선(孟翼善) - 시정(寺正)
  - 조부 : 맹유백(孟惟白) - 증(贈) 집의(執義)
    - 아버지 : 맹희(孟喜) - 증(贈) 승지(承旨)

  - 외조부 : 조눌(趙訥)
    - 어머니 : 양주 조씨(楊州趙氏)
    - 처부 : 최준(崔濬) - 찰방(察訪)
      - 부인 : 해주 최씨(海州崔氏)
        - 장남 : 맹윤서(孟胤瑞)
          - 손자 : 맹만시(孟萬始)

        - 차남 : 맹주서(孟胄瑞) - 관찰사(觀察使)
          - 손자 : 맹만익(孟萬益)
          - 손자 : 맹만택(孟萬澤) - 대사간
          - 손자 : 맹만석(孟萬錫)

        - 사위 : 권연(權衍) - 군수(郡守)
        - 사위 : 이민(李敏) - 봉사(奉事)
        - 사위 : 이면(李葂) - 좌랑(佐郞)
        - 사위 : 강세린(姜世麟) - 진사(進士)
        - 사위 : 허집(許緝)

## 일화
어렸을 때 낚시를 하고 돌아오자 어머니가 울먹이며 "너는 과부의 아들로 학문을 폐하고 이리 하느냐?" 말하자 슬프게 울고, 이때부터 자립하였다고 한다. 일이 없을 때에는 하루도 어머니 곁을 떠나지 않았으며, 관원으로 있으면서 관우(館宇)나 경치 좋은 곳이 있으면 반드시 판여(板輿)로 모시며 극진하게 하였다. 또 양로연(養老宴)을 베풀어 백성들의 풍속을 교화하고 구휼하였다.